# Ptochoryctis acrosticta
Ptochoryctis acrosticta är en fjärilsart som beskrevs av Edward Meyrick 1906. Ptochoryctis acrosticta ingår i släktet Ptochoryctis och familjen plattmalar. Inga underarter finns listade i Catalogue of Life.